# Куннепу

43°43′32″ пн. ш. 143°44′30″ сх. д. / 43.72556° пн. ш. 143.74167° сх. д.
Куннепу (яп. 訓子府町, くんねっぷちょう, куннепу тьо) — містечко в Японії, в повіті Токоро округу Охотськ префектури Хоккайдо. Станом на 1 жовтня 2008 року площа містечка становила 190,89 км². Станом на 31 березня 2017 населення містечка становило 5166 осіб.